# Аннан, Нане

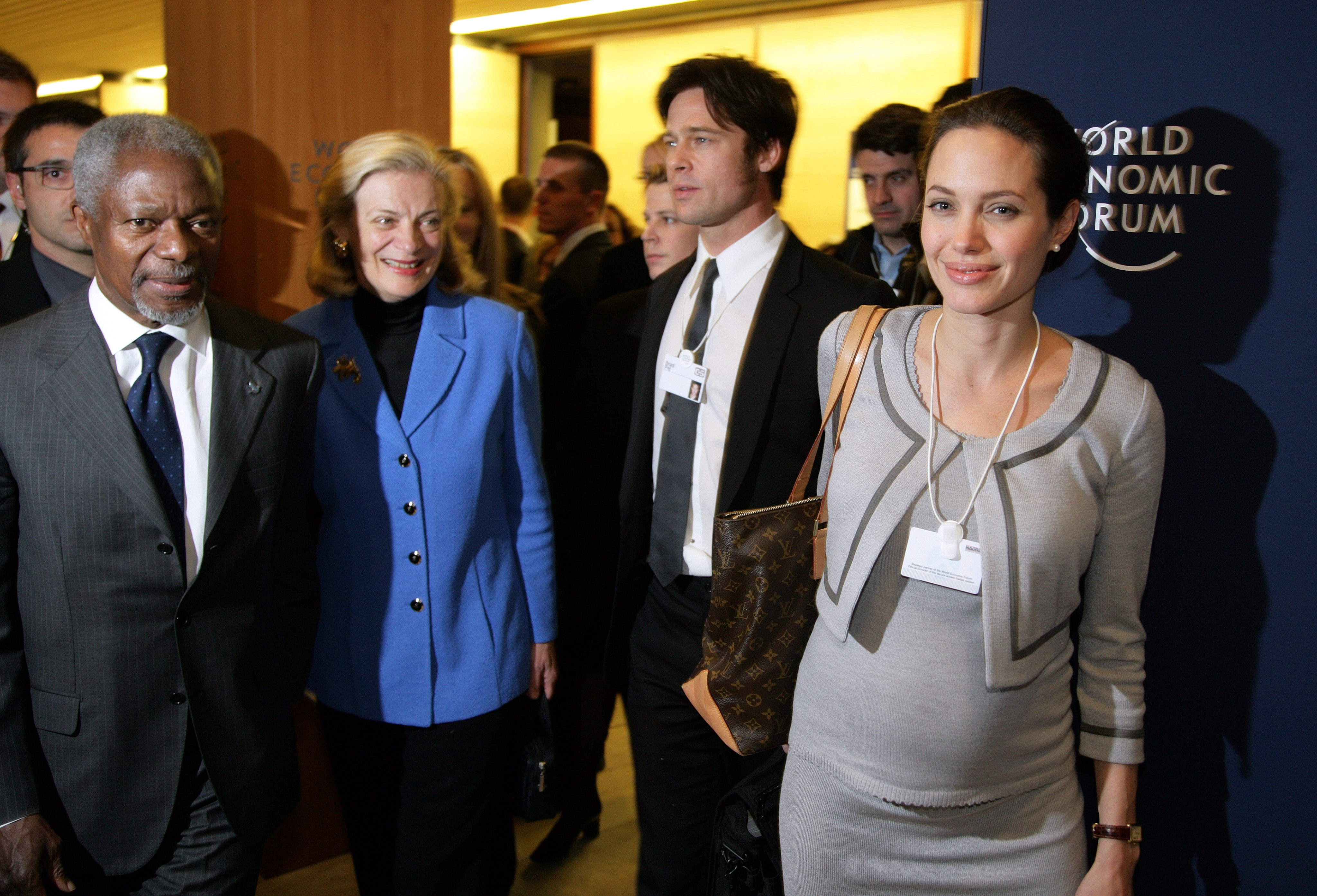
Слева направо: Кофи Аннан, Нане Аннан, Брэд Питт, Анджелина Джоли. 26 января 2006, Давос, Швейцария

Нане Аннан (швед. Nane Annan, урожд. Лагергрен (Lagergren); 1944, Стокгольм, Швеция) — шведская правозащитница. Жена седьмого генерального секретаря Организации Объединённых Наций (ООН), Кофи Аннана. Племянница шведского дипломата Рауля Валленберга.

## Биография
Нане Лагергрен родилась 1944 году в Стокгольме (Швеция), окончила Стокгольмский университет (в 1968), факультет юриспруденции.
В 1975 году устроилась работать помощником судьи в шведском суде.
Она участвовала в разработке законодательных проектов как помощник секретаря в шведском парламенте (1976—1981) и как эксперт в Шведской комиссии по этническим предубеждениям и дискриминации (1979—1980). В 1981 году она устраивается в юридическую службу Исполнительного Комитета Управления Верховного Комиссара ООН по делам беженцев в Женеве и до 1983 года работает там. В 1983 году её приглашают работать в главном офисе ООН в Нью-Йорке и она переезжает туда.
После того, как её муж в 1997 году становится генеральным секретарём Организации Объединённых Наций, она показывает себя как последовательный борец с проблемами тысячелетия, такими как бедность или проблема детей, не имеющих возможности получить образование. Нане Аннан — куратор программы Юнеско по Году Чистой Воды (2003), борец за чистоту окружающей среды. Она одна из участников разработки плана системы предупреждения цунами.